# レイジング・スタリオン・スタジオ
レイジング・スタリオン・スタジオ（英: Raging Stallion Studios）はサンフランシスコを拠点とする、有名なアダルト作品制作会社であり、ゲイ・ポルノの世界最大のプロデューサーの1つ。会社はクリス・ワードとJD・スレーターによって始まり、後にマイケル・ブランドンが共同所有者になった 。
2005年、レイジング・スタリオンは22本の新作映画をリリースした。2009年、レイジング・スタリオンはAEBN /NakedSword.comと合併した 。その後、AEBNは2010年にファルコン・スタジオを購入している。
レイジング・スタリオンは複数の作品においてポップ・カルチャーからインスピレーションを得ている 。
2018年にはコンドームをつけない作品の制作を開始した。これに対して俳優の健康へのリスクとコンドームをつけないセックスが示すメッセージについての質問が提起された  。

## 賞
- 2010 XBIZ賞–ゲイ・ムービー・オブ・ザ・イヤー（フォーカス/リフォーカス） [8]
- 2011 XBIZ賞–ゲイ・ムービー・オブ・ザ・イヤー（ブルータル） [8]